# Centopietre
Centopietre è un antico monumento funerario situato nel comune di Patù in provincia di Lecce. 

## Etimologia
Il nome Centopietre deriva dal fatto che la costruzione era originariamente composta esattamente da cento pietre (oggi 99) incastonate fra di loro.

## Descrizione
La sua struttura ha dato luogo a diverse collocazioni storiche; tuttavia è databile al IX secolo e venne edificato come mausoleo sepolcrale del generale Geminiano, messaggero di pace trucidato dai saraceni subito prima della battaglia finale di Campo Re del 24 giugno 877, ai piedi della collina di Vereto. 

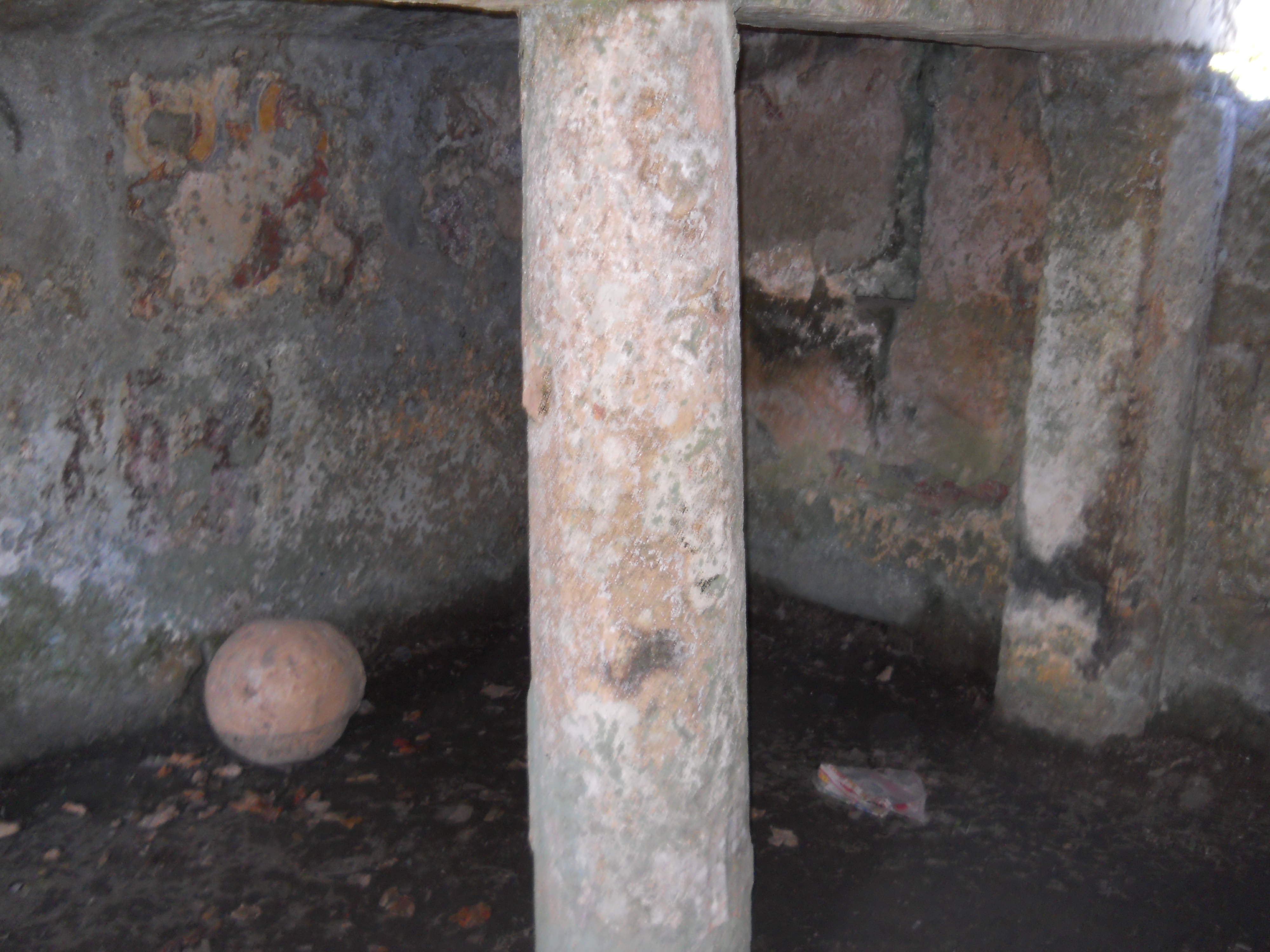
Interno del monumento

Centopietre è una singolare costruzione di forma rettangolare costruita con 100 blocchi di roccia calcarea provenienti dalla vicina città messapica di Vereto. Le sue dimensioni sono: lunghezza 7,20 metri, larghezza 5,50 metri e altezza 2,60 metri. La copertura è a tetto a due falde. All'interno presenta diversi strati sovrapposti di affreschi a soggetto sacro, risalenti al XIV secolo. In particolare sono raffigurati tredici santi di origine orientale, eretti e frontali, secondo uno schema di ispirazione basiliana, che testimonia la trasformazione del monumento in chiesa durante l'epoca medioevale.
Il monumento, per secoli rimasto nell'oblio, attirò nel 1872 l'interesse degli studiosi. Nel 1873 il governo lo dichiarò monumento nazionale di seconda classe. Le pitture del monumento funebre attualmente sono quasi del tutto cancellate dall'umidità.